# أهنغران كاوياني (هندميني)
أهنغران كاوياني (بالفارسية: اهنگران کاویانی) هي مستوطنة تقع في إيران في قسم هندميني الريفي. يقدر عدد سكانها بـ 139 نسمة بحسب إحصاء 2016.